# Lundåkrabukten (naturreservat)
Lundåkrabukten är ett naturreservat i Kävlinge och Landskrona kommuner i Skåne län. 
Området är naturskyddat sedan 2017 och är 3 690 hektar stort, varav 3 515 hektar vatten.. Till reservatets område överfördes största delen av vattenområdet av naturreservatet Järavallen, och även det område som utgjort Saxåns utlopp, bildat 21 februari 1950 och omfattande 59 hektar varav 22 hektar vatten.  Reservatet omfattar havsmiljön och strandområdet i Lundåkrabukten. Reservatets landområde består av strandängar och sanddyner. Lundåkrabukten är sedan 2001 ett Ramsarområde för skydd av fågellivet.
Landremsan längs Lundåkrabukten var tidigare gemensam betesmark för de omkringliggande byarna men har numera förändrats genom uppodling, bebyggelse och tallplanteringar för att motverka sandflykt. Strandängarna har troligen använts som betesmark ända sedan stenåldern. I söder finns flera fornlämningar såsom  fossila åkrar, en del av en förmodad 
domarring, de så kallade "Mjölkestenarna" och rester av en gravhög. Delar av marken har ända in på 1900-talet använts som slåtteräng och stränderna för allmän grästorv- och tångtäkt. Delar av strandängarna omvandlades under 1800-talet till åkermark men blev kring sekelskiftet åter betesmark.
Vattenområdet, som är ett av Skånes största marina reservat, domineras av grunda sandbottnar och partier med ålgräs som skyddar småfisk i området. Tillträde till delar av området är begränsad under häckningstiden då rastande och övervintrande vadarfåglar söker föda på sandbottnarna.
Beslutet för naturreservatet är i oktober 2018 överklagat och då ej gällande.[källa behövs]